# Nava de Francia
Nava de Francia ist ein westspanischer Ort und eine Gemeinde (municipio) mit 120 Einwohnern (Stand: 2024) in der Provinz Salamanca in der Autonomen Gemeinschaft Kastilien-León. 

## Lage und Klima
Nava de Francia liegt etwa 74 Kilometer südsüdwestlich von Salamanca in einer Höhe von gut 1040 m inmitten des Parque Natural de las Batuecas y Sierra de Francia. 
Das Klima ist gemäßigt bis warm; Regen (ca. 696 mm/Jahr) fällt hauptsächlich im Winterhalbjahr.

## Bevölkerungsentwicklung
| Jahr      | 1970 | 1981 | 1991 | 2001 | 2011 | 2021 |
| Einwohner | 243  | 163  | 158  | 176  | 139  | 118  |

Der Bevölkerungsrückgang seit den 1950er Jahren ist im Wesentlichen auf die Mechanisierung der Landwirtschaft, die Aufgabe von bäuerlichen Kleinbetrieben und den damit einhergehenden Verlust an Arbeitsplätzen zurückzuführen.

## Sehenswürdigkeiten
- Kirche Marien Rosenkranz (Iglesia de Nuestra Señora del Rosario)

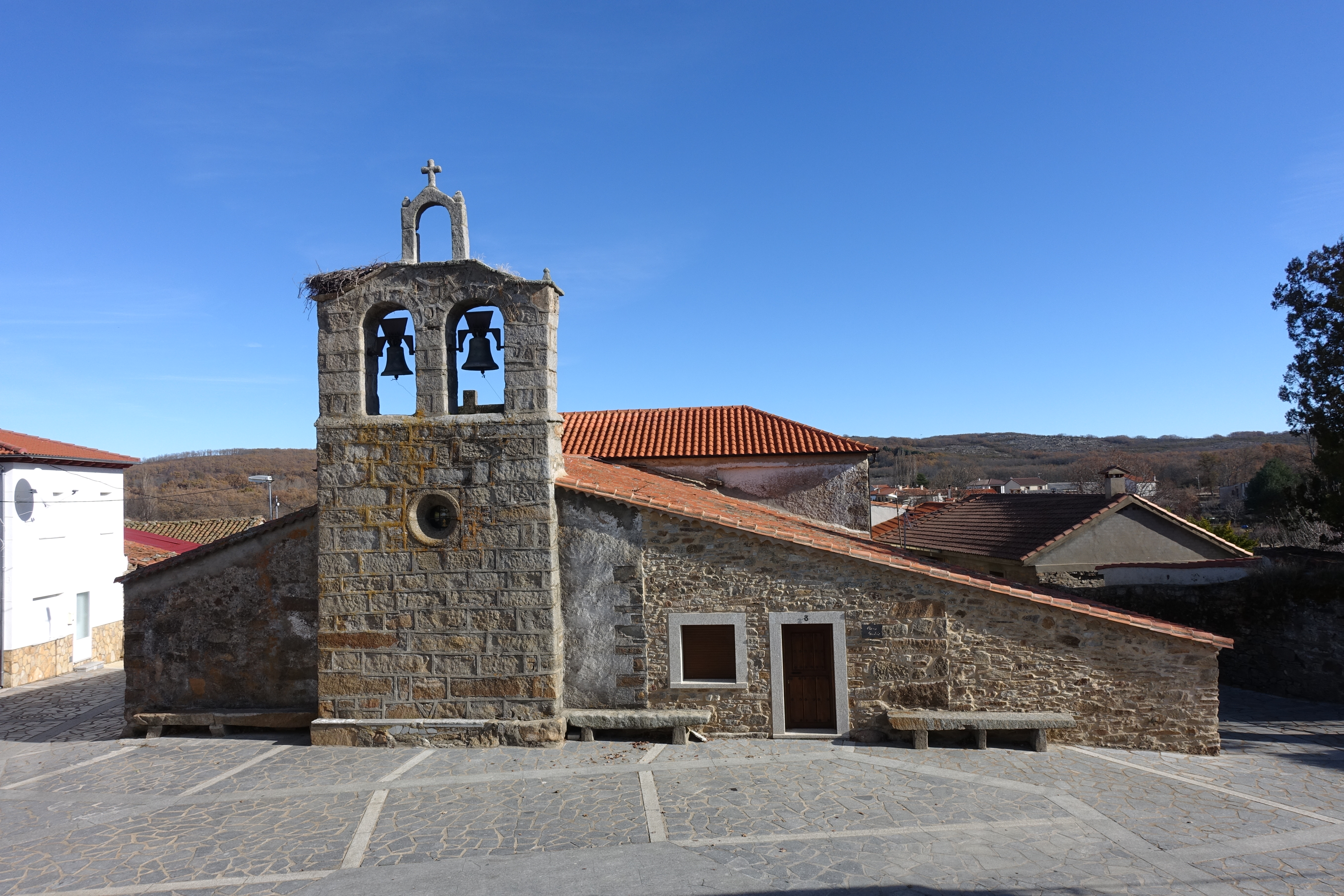
Kirche Marien Rosenkranz
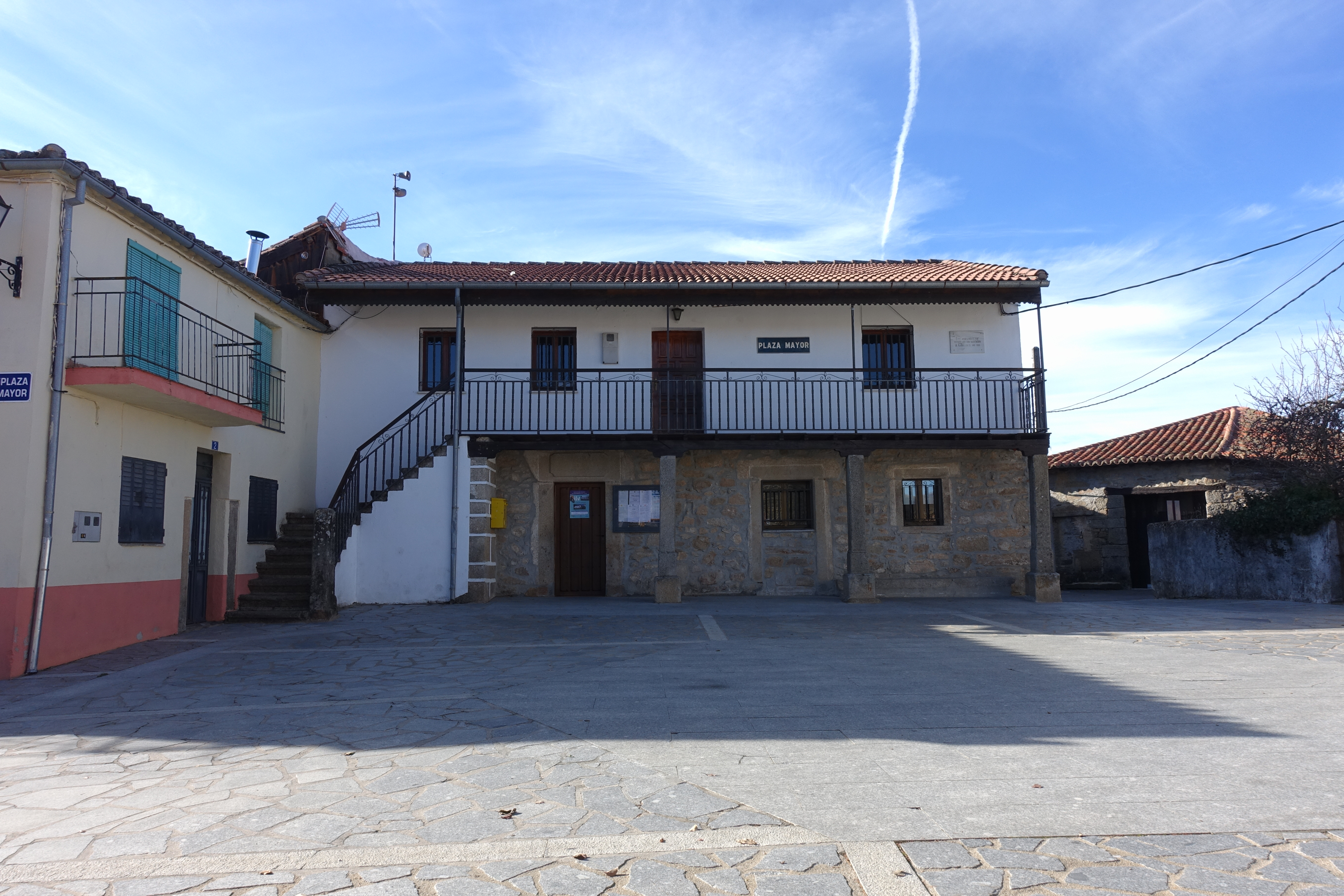
Rathaus